# Def Jam Recordings
Def Jam Recordings je americká hip-hopová nahrávací společnost, kterou vlastní Universal Music Group a pracuje jako součást The Island Def Jam Music Group.

## Historie společnosti

### Počátky
Def Jam založil Rick Rubin ve svém pokoji na kolejích univerzity New York. Russell Simmons se přidal k Rickovi krátce poté, co je seznámil Vincent Gallo. První nahrávky, které u společnosti vyšly, byly “I Need A Beat” od rapera LL Cool J a píseň „Rock Hard“ od Beastie Boys. Obě vyšly v roce 1984 a prodávaly se dobře, což vedlo k podepsání distribuční smlouvy s CBS Records' (ze které se později stala Sony Music Entertainment). Prvním albem, které bylo u Def Jam vydáno, bylo Radio od LL Cool J, v prosinci 1985. V následujícím roce Def Jam vytvořil přidruženou společnost nazvanou OBR Records, která se starala o R&B umělce – prvním umělcem, který s nimi podepsal smlouvu byl Oran "Juice" Jones, který slavil úspěchy se svým singlem “The Rain.” Ke konci osmdesátých let podepsali smlouvu s Def Jam Public Enemy, jejichž kontroverzní texty přinesly jak kladné, tak záporné ohlasy…
V roce 1988 se prezidentem společnosti stal Lyor Cohen po boji s Rickem Rubinem, který společnost záhy opustil a založil Def American Recordings (nyní známo pod názvem American Recordings).

### Def Jam pod řízením PolyGram
Na začátku 90. let firma vytvořila “Rush Associated Labels”, což byl pojem pro různé dceřiné společnosti Def Jam, které spolupracovaly. V roce 1992, i přes multiplatinové desky LL Cool J, Public Enemy a EPMD se firma dostala do finančních potíží a hrozil jí zánik. Avšak v roce 1994 ji zachránila firma PolyGram, která koupila od Sony její 50% podíl ve společnosti Def Jam. Krátce na to u Def Jam vydal Warren G album Regulate...G Funk Era, které bylo trojnásobně platinové a dostalo firmu z finančních potíží.
Další úspěchy slavili opět díky LL Cool J-ovi, který v roce 1995 vydal album Mr. Smith. Společnost později uzavřela smlouvu s tehdy ještě teenagerkou Foxy Brown, jejíž debutové album Ill Na Na bylo hitem v roce 1997. Ve stejném roce podepsali distribuční smlouvu s nahrávací společností Damon Dashe Roc-A-Fella Records a ke konci desetiletí se dostali ještě výš díky rapperovi Jay-Z, který se stal jejich hlavní hvězdou. PolyGram získal v roce 1996 dalších 10% v Def Jam, čímž si opět posílili vlastnictví této společnosti. Krátce poté bylo “Rush Associated Labels” přejmenováno na “Def Jam Music Group.”

### Def Jam pod řízením Universal Music Group
V roce 1998, byl PolyGram odkoupen společností a postupně přešla do Universal Music Group. Poté, co Universal Music Group převzala PolyGram, koupila zbývající podíl Def Jam Recordings a poté ji spolčila s Island Records a tak vznikla The Island Def Jam Music Group. Přes její vznik fungovaly obě společnosti odděleně. V roce 1999 vytvořil Def Jam další dceřinou nahrávací společnost pod názvem Def Soul Records, která byla zaměřena především na R&B, která „zdědila“ mnoho umělců od Island Records. Byli to například Dru Hill, Sisqo, The Isley Brothers a Kelly Price. Dalšími umělci, kteří u této společnosti nahrávali byli Musiq, Montell Jordan, Case, 112, Patti LaBelle a Christina Milian. V roce 2002 přešel Def Soul úplně pod Def Jam.